# Wasserrucksack

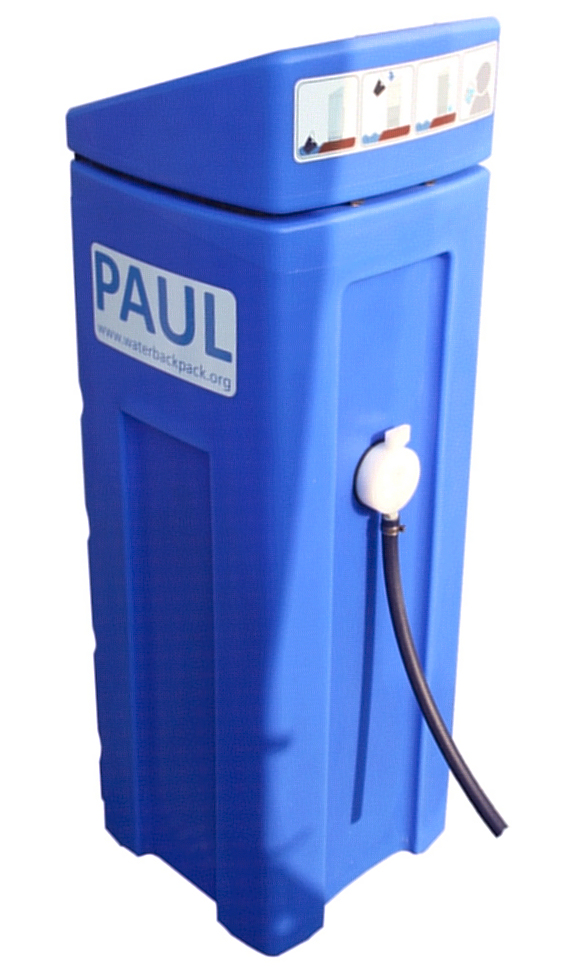
Wasserrucksack „PAUL“

Ein Wasserrucksack ist ein tragbarer Membran-Wasserfilter zur humanitären Hilfe. Er ermöglicht die dezentrale Versorgung mit sauberem Wasser in Not- und Katastrophensituationen.

## Technik

### Voraussetzungen

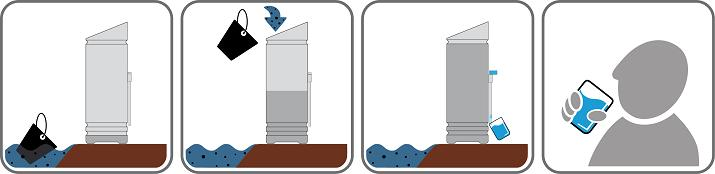
Piktogramme an PAUL

Der Filter benötigt nur Wasser (beispielsweise aus Brunnen oder Flüssen), um zu funktionieren. Es sind weder Chemikalien noch Energie noch geschultes Personal erforderlich. Die gesamte Bedienung ist in vier Piktogrammen dargestellt, so dass er auch von Analphabeten ohne jede Vorkenntnis bedient werden kann, wie ein Test mit verschiedenen Bevölkerungsgruppen in Indien gezeigt hat.

### Funktionsweise
Das Kernstück des Gerätes ist eine Membranfilter-Einheit. Nachdem es an seinem Bestimmungsort aufgestellt wurde, wird es bei der Inbetriebnahme zunächst mit etwa 100 Litern Rohwasser aus Oberflächengewässern aufgefüllt. Nach einer Wartezeit von ein bis zwei Minuten fließt gefiltertes Wasser aus dem Ablaufschlauch. Während des Filtrierens muss laufend Rohwasser nachgefüllt werden.

### Leistungsfähigkeit
Der durch die Bauhöhe von etwa 1,15 Meter gegebene Wasserdruck presst das Wasser durch die Membran mit einer Porenweite von 20 bis 100 nm und filtriert es dadurch. Trubstoffe werden praktisch vollständig, Bakterien mit einem Wirkungsgrad von über 99,999 % (Messung Institut Fresenius, E. coli und Coliforme) und Viren zu über 99,9 % (Messung Universität Bonn, Coliphagen) zurückgehalten.
Ein auf Ultrafiltration basierendes System kann (im Gegensatz zu auf Umkehrosmose basierenden Geräten) prinzipbedingt keine gelösten Stoffe wie Salze oder Flüssigkeiten wie Mineralöle herausfiltern, da diese die Membran passieren. Mit solchen Stoffen verunreinigtes Wasser kann daher nicht gereinigt werden.
Ein Gerät ist mit einer durchschnittlichen Filtermenge von 1200 Litern Wasser pro Tag in der Lage, 400 Menschen mit dem nach Sphere-Standards (2011) nötigen Trinkwasser zu versorgen.

## Verwendung und Verbreitung
Der Wasserfilter ist für den Einsatz in Not- und Katastrophensituationen entwickelt worden. Als Rucksack kann er notfalls zu Fuß zu den Einsatzorten gebracht werden. Erstmals kam er im März 2010 in Chile zur Verwendung. Seit September 2010 nahm die Verbreitung deutlich zu, so dass im April 2012 etwa 700 Exemplare in über 30 Ländern im Einsatz waren.
Da die Standzeit der Membran zehn Jahre beträgt, belassen ihn Hilfsorganisationen nach einem Notfall oft auf Dauer vor Ort. Eine regelmäßige Wartung beziehungsweise Reinigung der Filter alle paar Monate ist jedoch empfohlen bzw. je nach Verschmutzungsgrad des Rohwassers notwendig; dabei wird der Wasserrucksack einmal komplett gefüllt und dann über den Bodenauslass entleert, um Sediment auszuspülen.
PAUL wird neben dem Auswärtigen Amt von zahlreichen Organisationen in der humanitären Hilfe eingesetzt.

## Entwicklung
Das Gerät wurde im Fachgebiet Siedlungswasserwirtschaft im Fachbereich Bauingenieurwesen der Universität Kassel unter dem Namen PAUL (Portable Aqua Unit for Lifesaving) entwickelt und durch die Deutsche Bundesstiftung Umwelt gefördert. Bis Mitte 2013 wurde PAUL in einem Forschungsprojekt optimiert und ist inzwischen in vielen Gebieten der Welt im Einsatz.